# Neotullbergia ramicuspis
Neotullbergia ramicuspis är en urinsektsart som först beskrevs av Hermann Gisin 1953.  Neotullbergia ramicuspis ingår i släktet Neotullbergia, och familjen blekhoppstjärtar. Arten är reproducerande i Sverige.